# Limnichus waelbroecki
Limnichus waelbroecki är en skalbaggsart som beskrevs av Delève 1968. Limnichus waelbroecki ingår i släktet Limnichus och familjen lerstrandbaggar. Inga underarter finns listade i Catalogue of Life.